# Карлос Салседо
Карлос Хоел Салседо Ернандес (на испански: Carlos Joel Salcedo Hernández) е мексикански футболист, защитник, който играе за Тигрес УАНЛ.

## Кариера

### Реал Солт Лейк
След като първоначално е в академиите на Гуадалахара и Тигрес УАНЛ, Салседо се присъединява към академията на американския Реал Солт Лейк през януари 2012 г. През август същата година започва тренировки с първия тим. Салседо подписва първи професионален договор през януари 2013 г., като изпълнява минималното изискване да бъде определян като „юноша“ след едногодишен престой в академията. На 4 май 2013 г. дебютира за Реал Солт Лейк като резерва в мач от МЛС срещу Ванкувър Уайткапс. През втората половина на сезона той е титуляр, като започва в 12 мача до края на сезона.

### Гуадалахара
На 6 януари 2015 г. КД Гуадалахара официално обявява привличането на Карлос Салседо. Той прави своя дебют за клуба при победа с 2:1 вкъщи срещу УНАМ Пумас, в който играе първите 60 минути. На 1 март 2015 г. Салседо отбелязва първия си гол при 3:0 срещу КФ Монтерей, в който играе цели 90 минути.

### Фиорентина
На 21 август 2016 г. италианският клуб Фиорентина обявява, че Карлос Салседо ще играе под наем при тях, с възможност да купят играча в края на сезона. Салседо дебютира с Фиорентина на 15 септември срещу ПАОК при 0:0 в Лига Европа. Той прави своя дебют в Серия А десет дни по-късно срещу Милан при равенството 0:0.

### Айнтрахт Франкфурт
На 13 юни 2017 г. Салседо се присъединява към Айнтрахт Франкфурт под наем от Гуадалахара с опция за закупуване.

## Отличия

### Отборни
Гуадалахара
- Купа MX: Апертура 2015[5]
- Суперкупа MX: 2016[6]

### Международни
Мексико
- Централноамерикански и карибски игри: 2014

Мексико 23
- КОНКАКАФ Олимпийски квалификации: 2015